# Hyalurgus abdominalis
Hyalurgus abdominalis là một loài ruồi trong họ Tachinidae.